# Marauder (Interpol)
Marauder è il sesto album in studio del gruppo indie rock statunitense Interpol, pubblicato il 24 agosto 2018.

## Tracce
1. If You Really Love Nothing – 4:26
2. The Rover – 3:38
3. Complications – 3:55
4. Flight of Fancy – 3:52
5. Stay in Touch – 4:54
6. Interlude 1 – 1:02
7. Mountain Child – 3:09
8. NYSMAW – 3:17
9. Surveillance – 4:14
10. Number 10 – 3:14
11. Party's Over – 3:40
12. Interlude 2 – 1:04
13. It Probably Matters – 4:09

## Formazione

### Interpol
- Paul Banks – voce, basso, chitarra
- Daniel Kessler – chitarra
- Sam Fogarino – batteria, percussioni

### Musicisti addizionali
- Brandon Curtis – tastiera (tracce 2–4, 11)
- Roger Joseph Manning Jr. – tastiera (tracce 9, 13)